# 티라노몬
티라노몬(Tyranomon, ティラノモン)은 성숙기 레벨의 공룡형 디지몬으로, 필살기는 티라노 불꽃이다.

## 소개
티라노사우루스의 모습을 한 디지몬.

## 팀 유니버스에서의 티라노몬
칸다 소라타의 아구몬이 억제하지 않고도 티라노몬으로 진화하는 추세가 바쁘다. 하필, 그레이몬의 경쟁자로 알려진다.

## 진화과정
진화：메탈티라노몬